# Amparo Moraleda

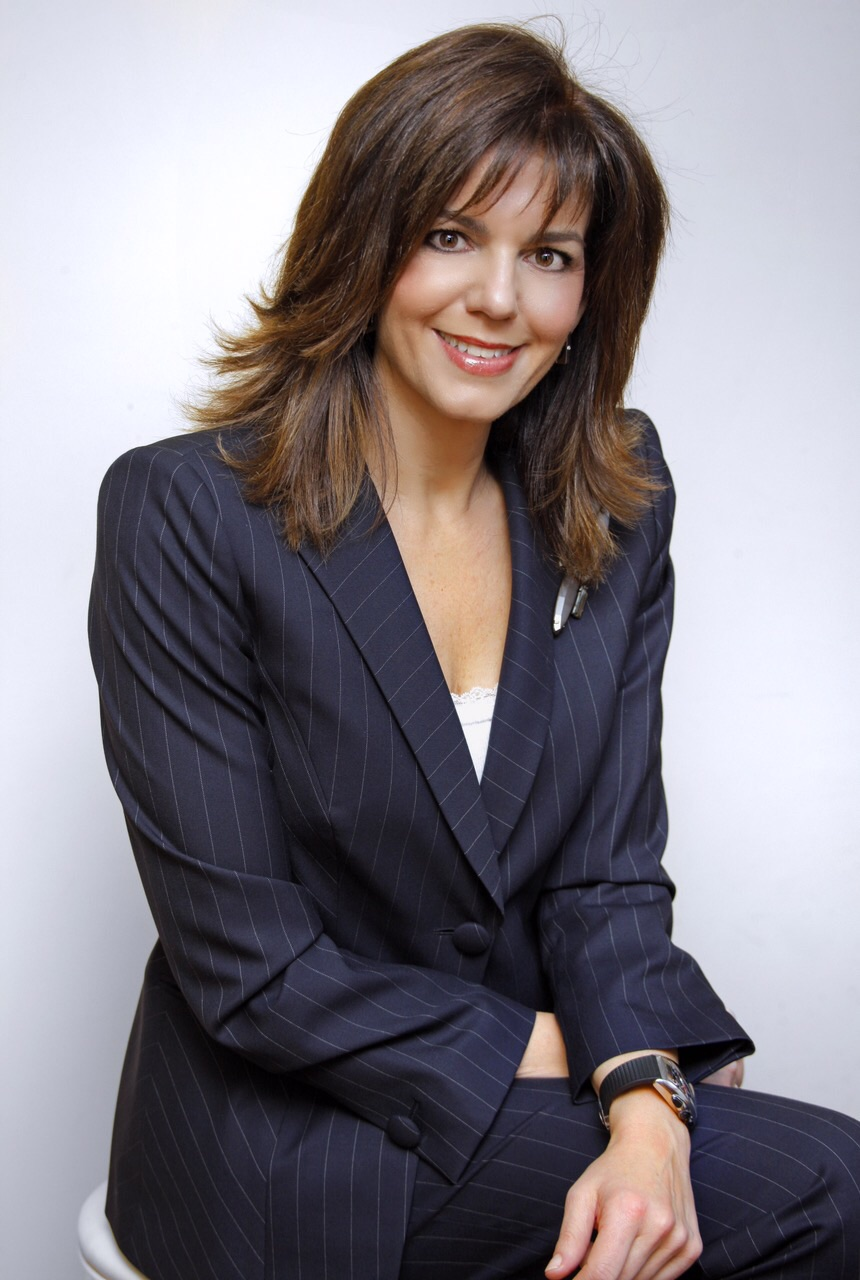
Amparo Moraleda, 2015

Amparo Moraleda Martínez (* 1964 in Madrid) ist eine spanische Wirtschaftsingenieurin und Managerin.

## Leben
Moraleda erwarb einen Abschluss in Wirtschaftsingenieurwesen an der Päpstlichen Universität Comillas. Sie schloss ihr Studium an der IESE Business School mit einem MBA ab.
1988 kam Moraleda zu IBM und übernahm 2001 die Leitung des Unternehmens für Spanien und Portugal. Im Jahr 2005 wurde sie zur Präsidentin von IBM Südeuropa (Spanien, Portugal, Griechenland, Israel, Türkei) ernannt. Im selben Jahr wurde sie in die Women in Technology International Hall of Fame aufgenommen.
Ende 2008 wechselte Moraleda als International Director of Operations zum Energieversorgungsunternehmen Iberdrola, eine Position, die sie bis Februar 2012 innehatte. 2014 wurde sie Mitglied des Verwaltungsrats der Caixabank. Im Mai 2015 löste sie Josep Piqué als spanische Beraterin für Airbus ab. Im Oktober 2016 wurde Moraleda Mitglied der spanischen Königlichen Akademie der Wirtschafts- und Finanzwissenschaften.

## Vorstandsposten
- Maersk, unabhängiges Vorstandsmitglied (seit 2021)[9]
- Spencer Stuart, Beiratsmitglied (seit 2017)
- Vodafone Group, Nicht-exekutives unabhängiges Mitglied des Verwaltungsrats (seit 2017)
- Airbus, Unabhängiges Vorstandsmitglied (seit 2015)
- SAP Ibérica, Beiratsmitglied (seit 2013)
- KPMG Spain, Beiratsmitglied (seit 2012)
- Solvay, Vorstandsmitglied (2013–2021)
- Faurecia, Vorstandsmitglied (2012–2017)

- Consejo Superior de Investigaciones Científicas (CSIC), Vorstandsmitglied (seit 2010)